# Río San Juan (Segovia)
El San Juan (denominado también Prádena) es un río del interior de la península ibérica, afluente del Duratón. Discurre por la provincia española de Segovia.

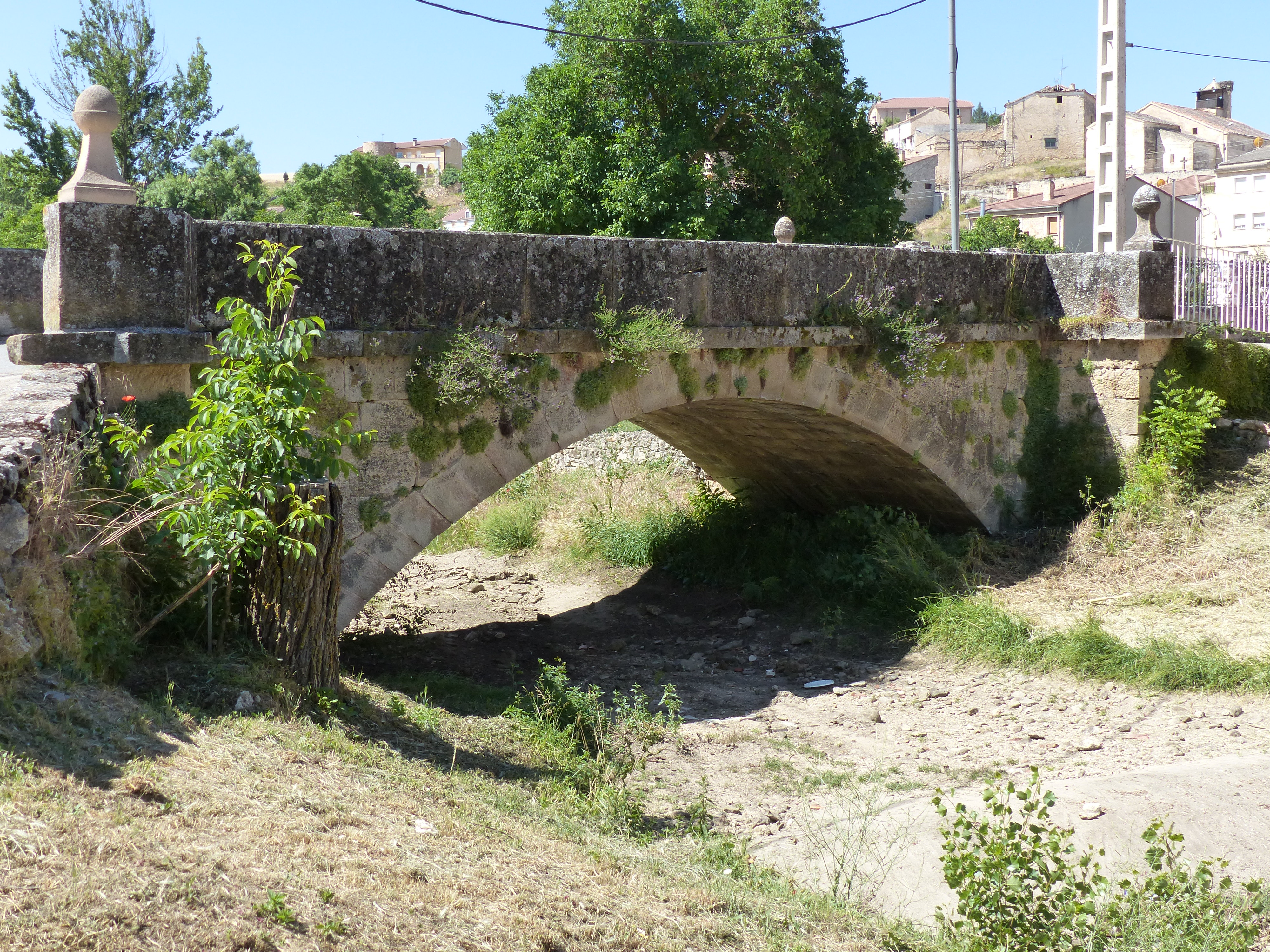
Puente sobre el cauce seco del San Juan en Castroserna de Abajo

## Descripción
El río, que discurre por la provincia de Segovia, tiene su origen en los montes Carpetanos, junto a Peña Quemada, en el término municipal de Prádena. Discurre en sentido norte y atraviesa el propio casco urbano de Prádena, Castroserna de Arriba y Castroserna de Abajo, pasando a continuación junto al castillo de Castilnovo y girando en dirección este, pasando entre las localidades de Consuegra de Murera (norte) y Aldealcorvo (sur). A continuación vira de nuevo hacia al norte y, tras dejar el despoblado de San Miguel de Neguera a su izquierda, desemboca en el río Duratón, formando parte sus últimos kilómetros de recorrido del parque natural de las Hoces del Río Duratón, en el término municipal de Sebúlcor.
Está documentada una riada protagonizada por el San Juan el 24 de mayo de 1853 y recogida por Casiano de Prado en la memoria de actividades de 1853 de la Comisión encargada de formar el mapa geológico de la provincia de Madrid y el general del Reino:

Los habitantes de la provincia de Segovia en todo lo que va del siglo [XIX] no habían sufrido una avenida tan fuerte como la que tuvo lugar el 24 de mayo del presente año [1853]. El río Prádena, que pasa por el pueblo del mismo nombre y por los de Castroserna y Sebúlcor, y se une al Duratón cerca de San Miguel de Neguera, atravesando antes el terreno de arenas, arrastró tal cantidad de ellas, que en Burgomillodo, donde el río [Duratón] sale de una profunda hoz, arrojó una parte de las mismas sobre la orilla derecha, que allí se halla bastante baja, cubriéndola en 1 y 2 metros de altura, con no poca admiración de las gentes, que, reducido el río a su cauce, se hallaron con aquella novedad. Es de advertir que no había memoria de que hubiese sucedido allí una cosa igual anteriormente. Sin embargo, se cree que el mismo río que las trajo podrá en otra avenida arrastrarlas hacia adelante, dejando el campo restituido a su anterior fecundidad.

Perteneciente a la cuenca hidrográfica del Duero, sus aguas terminan vertidas en el océano Atlántico.